# Adam (higo)
Adam es un cultivar de higuera de tipo higo común Ficus carica autofértil, bífera es decir con dos cosechas por temporada las brevas de primavera-verano y los higos de verano-otoño, de higos con epidermis con color de fondo violeta púrpura con grís y sobre color verde marrón amarillo, con numerosas lenticelas pequeñas de color blanquecino. Se localiza cultivado en Sudáfrica con fines comerciales y en jardines particulares y colecciones en Reino Unido y los Estados Unidos. Se encuentra en la colección de germoplasma de higueras del "Conservatoire botanique national méditerranéen de Porquerolles".

## Sinonimia
- „Dauphine“,[6][7]

## Historia
Esta variedad de higuera fue descrita por Gustav Eisen (1901) como:« "higuera bífera con pequeñas hojas de 5 lóbulos, con un higo verde teñido de violeta en insolación y pulpa de color ámbar" ».
La variedad 'Adam' tiene su procedencia en Sudáfrica donde llegó a través de Inglaterra pero originalmente de Francia del grupo 'Dauphine'.
La variedad 'Adam' también se encuentra cultivada en la colección de higueras del "Conservatoire botanique national méditerranéen de Porquerolles".

## Características
La higuera 'Adam' es un árbol de tamaño pequeño muy particular que está cerca de Ficus palmata, con un porte pequeño o arbusto dependiendo de las podas, vigoroso, muy fértil en la cosecha de higos. Posee grandes hojas muy llamativas sin lóbulos, excepcionalmente presenta también hojas de 3 y 5 lóbulos más pequeñas. Es una variedad bífera de tipo higo común, de producción escasa de brevas y abundante de higos dulces.
Los higos son de tipo pequeño a mediano de unos 30 gramos, de forma cónica achatada en el ostiolo y algo más alargada en la zona del cuello, costillas marcadas; su epidermis delgada es de textura suave, con color de fondo violeta púrpura con grís y sobre color verde marrón amarillo, con numerosas lenticelas pequeñas de color blanquecino; pedúnculo amarillo verdoso de tamaño mediano y grueso, las escamas pedunculares de tamaño medio y color marrón rojizo. La carne (mesocarpio) de tamaño medio en grosor y de color púrpura; ostiolo de tamaño mediano; cavidad interna muy pequeña con aquenios pequeños y numerosos; pulpa jugosa de color rosáceo a rojo.

## El cultivo de la higuera
Los higos 'Adam' son aptos para la siembra con protección en USDA Hardiness Zones 7 a más cálida, su USDA Hardiness Zones óptima es de la 8 a la 10. El fruto de este cultivar es de tamaño mediano, jugoso y dulce.
Se localiza cultivado en Sudáfrica con fines comerciales, también en jardines particulares y colecciones en Reino Unido y los Estados Unidos.